# Kyle Soller

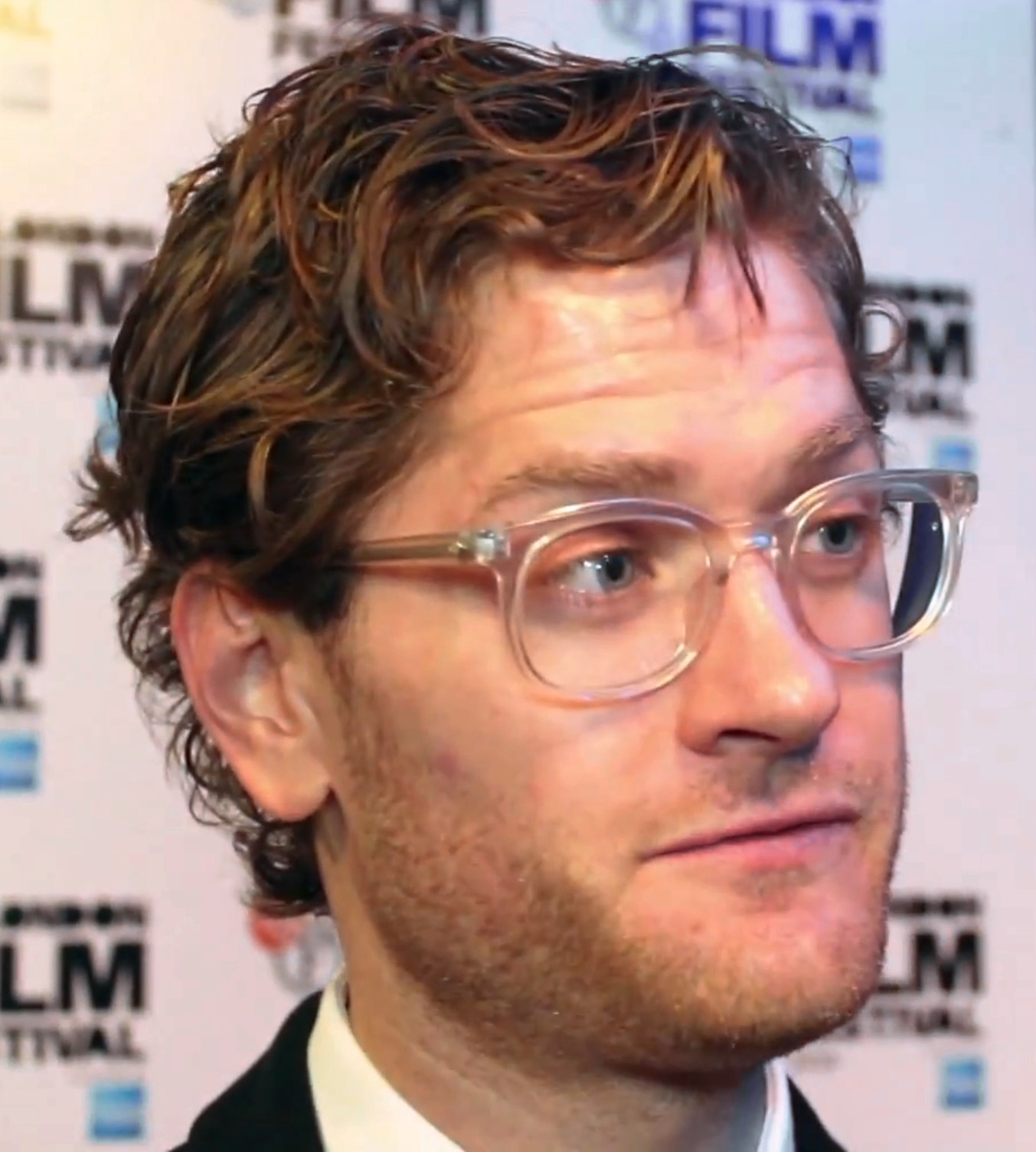
Kyle Soller (2014)

Kyle Soller (* 1. Juli 1983 in Bridgeport, Connecticut) ist ein US-amerikanischer Theater- und Filmschauspieler sowie Synchronsprecher.

## Leben
Soller wurde am 1. Juli 1983 als Sohn eines pharmakologischen Dozenten und einer ehemaligen Konzertpianistin in Bridgeport geboren. Er wuchs in Alexandria im US-Bundesstaat Virginia auf. Später zog er nach Williamsburg, um am College of William & Mary Kunstgeschichte zu studieren. Er brach sein Studium allerdings ab, um Schauspiel an der Royal Academy of Dramatic Art in London zu studieren. Dort lernte er die Schauspielerin Phoebe Fox kennen, die er 2010 heiratete.
Erste Schritte als Schauspieler machte er ab 2008 in einer Reihe von Theaterstücken. 2018 und 2019 spielte er die Rolle des Eric Glass im Theaterstück The Inheritance von Matthew Lopez. Für seine dortigen Leistungen wurde er 2019 mit dem Laurence Olivier Award als bester Hauptdarsteller ausgezeichnet. Als Synchronsprecher kommt er überwiegend bei Videospielen zum Einsatz. Er sprach allerdings auch von 2019 bis 2020 in der Zeichentrickserie Das Haus der 101 Dalmatiner.
Sein Filmdebüt gab Soller 2012 im Film Anna Karenina in einer Nebenrolle. 2014 übernahm er die Rolle des Soldaten Karl Inkelaar im Film Monsters: Dark Continent. Im selben Jahr stellte er eine weitere militärische Rolle in Herz aus Stahl an der Seite von Brad Pitt dar. Eine größere Serienrolle erhielt er 2015 in You, Me and the Apocalypse als Scotty McNeil. Ab demselben Jahr bis 2018 stellte er den Charakter Francis Poldark in der gleichnamigen Fernsehserie Poldark dar. 2017 mimte er die Rolle des Tom Porter im spanischen Spielfilm Das Geheimnis von Marrowbone. Ab 2022 wirkte er in der Star-Wars-Fernsehserie Andor als Gegenspieler der titelgebenden Hauptfigur, Syril Karn, mit.

## Filmografie (Auswahl)
- 2012: Anna Karenina
- 2013: Inside Wikileaks – Die fünfte Gewalt (The Fifth Estate)
- 2013: Bad Education (Fernsehserie, Episode 2x02)
- 2014: The Keeping Room – Bis zur letzten Kugel (The Keeping Room)
- 2014: Monsters: Dark Continent
- 2014: Herz aus Stahl (Fury)
- 2014: Off the Page: Britain Isn't Eating (Kurzfilm)
- 2014: Long Day's Journey Into Night
- 2014: A Moment to Move (Kurzfilm)
- 2015: Odyssey (Fernsehserie, Episode 1x05)
- 2015: An Inspector Calls (Fernsehfilm)
- 2015: You, Me and the Apocalypse (Miniserie, 9 Episoden)
- 2015–2018: Poldark (Fernsehserie, 14 Episoden)
- 2016: Silent Witness (Fernsehserie, 2 Episoden)
- 2016: The Hollow Crown (Fernsehserie, Episode 2x02)
- 2017: National Theatre Live: Hedda Gabler
- 2017: The Trip to Spain
- 2017: Das Geheimnis von Marrowbone (Marrowbone)
- 2017: Bounty Hunters (Fernsehserie, Episode 1x03)
- 2018: Titan – Evolve or Die (The Titan)
- 2018: Furiki Wheels (Fernsehserie)
- 2019: Brexit – Chronik eines Abschieds (Brexit: The Uncivil War, Fernsehfilm)
- 2022–2025: Andor (Fernsehserie, 17 Episoden)
- 2023: Bodies (Fernsehserie, 8 Episoden)

## Synchronisationen
- 2010: Goldfinger (Spielfilm, Sprechrolle)
- 2013: Company of Heroes 2 (Videospiel)
- 2014: Kinect Sports Rivals (Videospiel)
- 2014: Alien: Isolation (Videospiel)
- 2015: Doragon kuesuto hîrôzu: Yamiryuu to sekaiju no shiro (Videospiel)
- 2016: Dragon Quest Heroes II (Videospiel)
- 2016–2017: Counterfeit Cat (Zeichentrickserie, 14 Episoden)
- 2017: Doragon kuesuto XI: Sugisarishi toki o motomete (Videospiel)
- 2019–2020: Das Haus der 101 Dalmatiner (101 Dalmatian Street, Zeichentrickserie, 10 Episoden)

## Theater (Auswahl)
- 2008: The Beautiful People, Regie: William Saroyan (Finborough Theatre)
- 2009: A Midsummer Night's Dream (Shakespeare's Globe)
- 2010: The Talented Mr. Ripley, Regie: Patricia Highsmith (Royal & Derngate, Northampton)
- 2010: The Glass Menagerie, Regie: Tennessee Williams (Young Vic)
- 2011: The Government Inspector, Regie: Nikolai Gogol (Young Vic)
- 2011: The Faith Machine, Regie: Alexi Kaye Campbell (Royal Court Theatre)
- 2012: Long Day's Journey into Night, Regie: Eugene O’Neill (Apollo Theatre)
- 2012: Cyrano de Bergerac, Regie: Edmond Rostand (American Airlines Theatre)
- 2013: Edward II, Regie: Christopher Marlowe (National Theatre)
- 2016: Hedda Gabler, Regie: Henrik Ibsen (National Theatre)
- 2018: The Inheritance, Regie: Matthew Lopez (Young Vic & Noel Coward Theatre)
- 2019: The Inheritance, Regie: Matthew Lopez (Ethel Barrymore Theatre)

## Auszeichnungen
- 2019: Laurence Olivier Award als bester Darsteller im Stück The Inheritance